# CPR-1000
CPR-1000は中華人民共和国で利用されている第2世代+の加圧水型軽水炉。1990年代に輸入されたフランス製で3冷却環設計の900MWe級原子炉を基に、出力を1000MWeに向上させ、設計寿命を40年に見積もっている。
CPR-1000は中国広核集団が建設、運営を行っている。現段階で70%程度の部品が中国国内で作られており、将来は90%に向上させることを目標としている。

## 建設
CPR-1000は現在中国国内で急速に展開されており、2010年6月の時点で15基が建設中である。2010年6月11日に嶺澳原子力発電所の3号機として中国で最初に建設されたCPR-1000が臨界試験を開始し
、2010年7月15日に送電網に繋がれた。
大亜湾原子力発電所や嶺澳原子力発電所の1、2号機はCPR-1000とされることがあるが、これらはフランス製の900MWe級の出力を1000MWeに向上させたもので、原型により近く、輸入した部品を多く利用している。

## 設計
CPR-1000はフランスのグラヴリーヌ原子力発電所の5、6号機を設計の基礎としている。
CPR-1000の幾つかの知的財産権はアレバが保持しており、これによってCPR-1000の海外への輸出可能性は制限されている。2010年のフィナンシャル・タイムズによれば、アレバは原子力発電に慣れていない国のために、より大型のEPRと並んで、小型で単純な第2世代原子炉設計のCPR-1000の販売を検討している。2012年1月、中国広東核電集団(中広核)はアレバとEDFとの間にCPR-1000を原型とした原子炉開発のパートナーシップに合意し、アトメア原子炉との設計の収束を行うことになった。

## 改良型
2009年から中広核は新型炉の開発を始めた。2010年に中広核は第3世代原子炉への発展型であるACPR-1000の発表を行い、アレバが知的財産権を持つ部品の置き換えも行うとした。中広核は2013年までに輸出を可能にするため、ACPR-1000の国産化を進め、中国独自で販売できるようになることを目標としている。中広核は中国東方電気集団、上海電気、哈爾濱動力、第一重型機械、第二重型機械と協力して開発を行っている。
福島第一原子力発電所事故のあと、更なる改良を加えた設計としてACPR1000+が現れるようになった。この設計では外部での爆発や飛行機衝突から守る二重の封じ込めが導入され、耐震性能は0.3gに改善し、中心温度の余裕が向上し、運転系が改良されている。総出力は1150MWeに向上している。ACPR1000+は2014年からの輸出を想定している。

## 註
1. ↑  “中国はすでにPWR原子力発電機建造技術を掌握”.   Asiam (2012年11月7日). 2013年7月9日閲覧。
2. ↑  “＜原発＞第３世代炉の安全問題と中国の炉型戦略（２）”.   Searchina (2009年11月9日). 2013年7月9日閲覧。
3. 1 2  “Nuclear Power in China”.   World Nuclear Association (2010年7月2日). 2010年7月18日閲覧。
4. ↑  “Reactor starts up at Ling Ao II”. World Nuclear News. (2010年6月11日) 2010年7月18日閲覧。
5. ↑  “First power at China’s Ling Ao”. Nuclear Engineering International. (2010年7月16日) 2010年7月17日閲覧。
6. ↑  “Fuel loading starts at new Chinese reactor”. World Nuclear News. (2010年4月22日) 2010年7月18日閲覧。
7. ↑  CPR1000 Design, Safety Performance and Operability, Steven Lau, Daya Bay Nuclear Power Operations and Management Company, 5 July 2011
8. ↑  Peggy Hollinger (2010年1月15日). “Areva considers producing cheaper reactors”. Financial Times 2010年1月19日閲覧。
9. ↑  Peggy Hollinger (2010年10月19日). “Energy: Cooling ambitions”. Financial Times 2010年10月29日閲覧。
10. 1 2  “Nuclear Power in China”.   World Nuclear Association (2012年7月). 2012年8月10日閲覧。
11. ↑  Geert De Clercq and Benjamin Mallet (2013年2月28日). “Areva sticks with plan to build 10 nuclear reactors by 2016”. Reuters 2013年3月7日閲覧。
12. ↑  “中国の第3世代原発技術、2年後に完成” (2011年11月17日). 2013年7月9日閲覧。
13. ↑  “China prepares to export reactors”. World Nuclear News. (2010年11月25日) 2010年12月18日閲覧。
14. ↑  “The ACPR1000 with Chinese IPR debuts at the international market”. Xinhua. (2011年11月17日) 2013年1月10日閲覧。
15. ↑  “ACPR1000+”.   China Guangdong Nuclear Power Company. 2012年10月25日閲覧。
16. ↑  “ACPR1000+ (powerpoint)”.   China Guangdong Nuclear Power Company. 2012年8月10日閲覧。